# Tegina
Koordinati:   43°50′08″N, 15°35′17″E
Tegina je majhen nenaseljen otoček v šibeniškem arhipelagu, ki pripada Hrvaški
Otoček, na katerem stoji svetilnik, leži med Murterjem in Zminjakom vzhodno od otočka Vinik Veliki. Njegova površina meri 0,095 km², dolžina obalnega pasu je 1,33 km.
Iz pomorske karte je razvidno, da svetilnik, ki stoji na skrajni vzhodni strani otočka, oddaja svetlobni signal: B Bl 2s. Nazivni domet svetilnika je 4 milje.